# The Great Impersonator
The Great Impersonator è il quinto album in studio della cantante statunitense Halsey, pubblicato il 25 ottobre 2024 dall'etichetta discografica Columbia Records.

## Antefatti e descrizione
(Halsey attraverso presentando l'album attraverso la propria rete sociale)
L'uscita dell'album era stata originariamente programmata in occasione del giorno del decimo anniversario dell'EP di debutto Room 93 (2014), ma è stata anticipata di due giorni. La registrazione del disco è avvenuta tra il 2022 e il 2024, mentre la cantante affrontava le diagnosi di lupus eritematoso sistemico e un disordine del linfocita T e la nascita del figlio Ender. Halsey ha rivelato di credere che questo sarebbe stato «l'ultimo album da lei realizzato». Diversi produttori sono stati accreditati tra i brani che ne hanno anticipato la pubblicazione.
(Sinossi di The Great Impersonator)
L'album esplora l'autenticità di Halsey e le sue relazioni, oltre alla sua interpretazione della loro risonanza in diversi contesti, partendo dagli anni Settanta fino ad arrivare all'epoca attuale.

## Promozione
Il trailer dell'album è stato pubblicato il 27 agosto 2024. Il 5 settembre seguente è stata organizzata una caccia al tesoro globale, finalizzata alla rivelazione delle copertine principale e alternative dell'album, rappresentanti quattro differenti decadi. La prima pubblicazione tratta dall'album è stata il singolo promozionale The End, avvenuta il 4 giugno 2024. Successivamente sono stati pubblicati il singolo apri-pista Lucky il 26 luglio, il secondo estratto Lonely Is the Muse il 15 agosto e il terzo singolo Ego il 6 settembre. Il quarto singolo, I Never Loved You, è stato invece distribuito il 10 ottobre.
L'8 ottobre Halsey ha avviato un conto alla rovescia di 18 giorni sulla propria rete sociale fino all'uscita dell'album, pubblicando ogni giorno un'immagine di sé stessa che «imita un'icona diversa e offre un'anteprima del brano ispirato a tale icona». Gli artisti e i rispettivi brani ispirati sono stati presentati nell'ordine seguente: Dolly Parton in Hometown, PJ Harvey in Dog Years, Kate Bush in I Never Loved You, Cher in Letter to God (1974), David Bowie in Darwinism, Amy Lee degli Evanescence in Lonely Is the Muse, Dolores O'Riordan dei Cranberries in Ego, Stevie Nicks in Panic Attack, Bruce Springsteen in Letter to God (1983),  Linda Ronstadt in I Believe in Magic, Britney Spears in Lucky, se stessa ricreando la cover dell'album di debutto Badlands in Hurt Feelings, Aaliyah in Letter to God (1998), Joni Mitchell in The End, Fiona Apple in Arsonist, Tori Amos in Life of the Spider (Draft),  Björk in The Great Impersonator e infine Marilyn Monroe in Only Living Girl in LA.

## Accoglienza
| Recensione      | Giudizio |
| --------------- | -------- |
| AnyDecentMusic? | 8.0/10   |
| Clash           | 9/10     |
| NME             |          |
| Pitchfork       | 4.8/10   |
| Rolling Stone   |          |
| Slant Magazine  |          |

The Great Impersonator ha ricevuto recensioni generalmente positive da parte della critica specializzata. Sull'aggregatore di recensioni Metacritic, che assegna una valutazione in centesimi calcolando la media di recensioni professionali, l'album ha totalizzato un undici di 81 centesimi basato su nove giudizi professionali. I critici si sono soffermati nell'elogiare l'onestà lirica espressa dalla cantante e le sonorità eclettiche.

## Tracce
1. Only Girl Living in LA – 6:14
2. Ego – 3:18
3. Dog Years – 4:03
4. Letter to God (1974) – 2:11
5. Panic Attack – 3:36
6. The End – 3:17
7. I Believe in Magic – 4:48
8. Letter to God (1983) – 1:53
9. Hometown – 3:24
10. I Never Loved You – 4:09
11. Darwinism – 3:45
12. Lonely is the Muse – 4:01
13. Arsonist – 4:38
14. Life of the Spider (Draft) – 3:30
15. Hurt Feelings – 3:54
16. Lucky – 3:18
17. Letter to God (1998) – 2:50
18. The Great Impersonator – 3:22

Traccia bonus nell'edizione digitale Y2K
1. Alice of the Upper Class – 3:22

Traccia bonus nell'edizione digitale '90s
1. Nothing – 2:23

Traccia bonus nell'edizione digitale '80s
1. Lessons – 3:47

Traccia bonus nell'edizione digitale '70s
1. Charades – 3:39